# Одиннадцатый час (фильм)
«Одиннадцатый час» (англ. The 11th Hour) — документальный фильм 2007 года режиссёров Лейлы Коннерс Петерсен и Нади Коннерс. Главные роли исполнили Леонардо ДиКаприо и Кенни Аусубель.

## Сюжет
«Одиннадцатый час» рассматривает вопросы глобального потепления: опасности, которые оно несёт и способы уменьшения его влияния на окружающую среду. Леонардо ДиКаприо рассказывает о текущем положении дел в разработке и совершенствовании таких мер, как сбор и утилизация мусора и поддержка биоразнообразия.
В фильме участвовал профессор Джозеф Тейнтер.